# Venus butterfly
Venus Butterfly (ang. dosł. Motyl Wenus) – technika seksualna, będąca modyfikacją cunnilingus, opisana w 2005 roku przez seksuolog Sue Johanson. Polega na jednoczesnym pobudzaniu łechtaczki językiem, penetrowaniu pochwy palcami jednej ręki oraz pobudzaniu odbytu palcami drugiej ręki. Technika ta ma na celu zwiększenie doznań dostarczanych pobudzanej kobiecie.